# بانستر ميروين
بانستر ميروين (بالإنجليزية: Bannister Merwin)‏ هو كاتب سيناريو ومخرج أمريكي، ولد في 1873 في ليتشفيلد في المملكة المتحدة، وتوفي في 22 فبراير 1922 في لندن في المملكة المتحدة.

## وصلات خارجية
- بانستر ميروين على موقع IMDb (الإنجليزية)
- بانستر ميروين على موقع أول موفي (الإنجليزية)
- بانستر ميروين على موقع قاعدة بيانات الفيلم (الإنجليزية)
- بانستر ميروين على موقع كينوبويسك (الروسية)